# Tropicale Amissa Bongo
La Tropicale Amissa Bongo es una competición ciclista profesional por etapas que se disputa en Gabón.
Fue creada en el año 2006 como homenaje a la hija del entonces presidente de Gabón Omar Bongo llamada Albertine Amissa Bongo y fallecida en 1993 a la edad de 29 años.
Desde su creación está integrada en el UCI Africa Tour, dentro de la categoría 2.1 (prueba de mayor categoría del UCI Africa Tour) tras haber estado sus dos primeras ediciones en la categoría 2.2 (última categoría del profesionalismo).

## Palmarés
| Año  | Ganador            | Segundo             | Tercero               |           |
| ---- | ------------------ | ------------------- | --------------------- | --------- |
| 2006 | Jussi Veikkanen    | Frédéric Guesdon    | Yevgueni Sokolov      |           |
| 2007 | Frédéric Guesdon   | Pierre Rolland      | Jussi Veikkanen       |           |
| 2008 | Lilian Jégou       | Yann Pivois         | Rony Martias          |           |
| 2009 | Matthieu Ladagnous | Filipe Cardoso      | Pierre Rolland        |           |
| 2010 | Anthony Charteau   | Ian McLeod          | Julien Loubet         |           |
| 2011 | Anthony Charteau   | Andy Cappelle       | Adil Jelloul          |           |
| 2012 | Anthony Charteau   | Meron Russom        | Adil Jelloul          |           |
| 2013 | Yohann Gène        | Soufiane Haddi      | Gaëtan Bille          |           |
| 2014 | Natnael Berhane    | Luis León Sánchez   | Egoitz García         |           |
| 2015 | Rafaâ Chtioui      | Giovanni Bernaudeau | Abdelkader Belmokhtar |           |
| 2016 | Adrien Petit       | Andrea Palini       | Anthony Delaplace     |           |
| 2017 | Yohann Gène        | Tesfom Okubamariam  | Nikodemus Holler      |           |
| 2018 | Joseph Areruya     | Nikodemus Holler    | Damien Gaudin         |           |
| 2019 | Niccolò Bonifazio  | Lorrenzo Manzin     | André Greipel         |           |
| 2020 | Jordan Levasseur   | Natnael Tesfatsion  | Emmanuel Morin        |           |
| 2021 | cancelada          | cancelada           | cancelada             | cancelada |
| 2022 | cancelada          | cancelada           | cancelada             | cancelada |
| 2023 | Geoffrey Soupe     | Hamza Amari         | Christopher Lagane    |           |

## Palmarés por países
| País      | Victorias |
| --------- | --------- |
| Francia   | 11        |
| Finlandia | 1         |
| Eritrea   | 1         |
| Túnez     | 1         |
| Ruanda    | 1         |
| Italia    | 1         |